# Нарбеков, Афанасий Самойлович
Афанасий Самойлович Нарбеков (р. ок.1615, ум. 16.07.1680) — российский государственный деятель, окольничий (1676). Из рода Нарбековых — потомков ордынского мурзы Багрима.

## Биография
Начал службу в 1629 г. жильцом. С 1636 г. дворянин московский.
Воевода в Нарыме (1646). Судья: Галицкая четь (1654—1655); Владимирская четь (1655). Воевода в Уфе (1656).
В 1658—1676 гг. казначей Казённого приказа.
С 1676 г. окольничий.
Умер 16 июля 1680 г.
Потомство — трое сыновей, в их числе:
- Нарбеков Иван Афанасьевич, упоминается стольником в 7176-7200 годах (1668—1692). Умер в 1698 г. бездетным.